# 22080 Емільвассер
22080 Емільвассер (22080 Emilevasseur) — астероїд головного поясу, відкритий 4 січня 2000 року.
Тіссеранів параметр щодо Юпітера — 3,552.